# Madame Zsazsa
Madame Zsazsa, pseudoniem van Kim Leysen, is een Belgisch creatieve blogster en schrijfster.
Kim Leysen begon in 2006 met haar blog Madame Zsazsa. Hierop plaatste ze naast verhalen over haar dagelijks leven ook tips om zelf kleding te maken en patronen te tekenen. Haar blog werd een succes en kreeg in mei 2012 de prijs voor Personal Blog of the Year tijdens de uitreiking van de Weekend Blog Awards, georganiseerd door Weekend Knack. Datzelfde jaar bracht ze ook haar boek Allemaal Rokjes uit. Het boek, dat inspeelde op de toenmalige heropleving van zelfmaak, werd een bestseller. Nog in 2012 kreeg Leysen een wekelijkse rubriek, genaamd Allemaal feestjes, in het humaninterestmagazine Plan B op VIER. De titel van deze rubriek is een woordspeling op Allemaal Beestjes. 